# Терористичний акт в аеропорту Ататюрк
Терористичний акт у Міжнародному аеропорту Ататюрк (Стамбул, Туреччина) відбувся 28 червня 2016 року.
Стрілянина сталася в паркувальній зоні аеропорту, а вибухи — на вході в міжнародний термінал аеропорту і можуть бути роботою терористів-смертників. Частина свідків стверджує, що вибухи сталися у різних частинах аеропорту.
Принаймні 31 людину вбито, 147 поранено.

## Напад
Два нападники наблизилися до сканера в аеропорту і відкрили вогонь. Поліція відкрила вогонь у відповідь, намагаючись нейтралізувати їх. Тоді терористи підірвали себе.
На відео, що було опубліковане на Twitter невдовзі після атаки, ясно видно озброєного нападника, який іде та стріляє у людей у терміналі. Потім у нього зблизька стріляє поліцейський. Нападник падає на землю, поліцейський наближується до нього, а тоді тікає, можливо, помітивши вибухівку. Терорист встигає підірватися перед смертю.
Двоє нападників підірвалися; трьох було вбито, можливо, силами служби безпеки. Доля інших терористів невідома.
Ісламська Держава взяла на себе відповідальність за атаку.

## Наслідки

### Людські жертви
- Принаймні 31 людину вбито, 147 поранено[4].
- Серед загиблих є українка[12][13][14].

### Економічні наслідки
- Аеропорт був закритий для вильоту[4], але працював на прибуття[10].
- Турецька авіакомпанія Turkish Airlines скасувала понад 340 рейсів[12].

## Список жертв
| Країна            | Громадяни |
| ----------------- | --------- |
| Україна           | 1[a]      |
| Туреччина         | 28[a]     |
| Саудівська Аравія | 5[a]      |
| Ірак              | 2[a]      |
| Туніс             | 1[a]      |
| Узбекистан        | 1[a]      |
| Китай             | 1[a]      |
| Іран              | 1[a]      |
| Йорданія          | 1[a]      |
| Разом             | 40        |

^  Для перегляду списку загиблих необхідно натиснути на відповідне число.
| № | Прізвище та ім’я | Рік народження | Стать | Місце проживання | Примітки |
| - | ---------------- | -------------- | ----- | ---------------- | -------- |
| 1 | Лариса Цепакова  | 1960           | жінка | Одеса            |          |

| №  | Прізвище та ім’я | Вік | Стать | Примітки |
| -- | ---------------- | --- | ----- | -------- |
| 1  |                  |     |       |          |
| 2  |                  |     |       |          |
| 3  |                  |     |       |          |
| 4  |                  |     |       |          |
| 5  |                  |     |       |          |
| 6  |                  |     |       |          |
| 7  |                  |     |       |          |
| 8  |                  |     |       |          |
| 9  |                  |     |       |          |
| 10 |                  |     |       |          |
| 11 |                  |     |       |          |
| 12 |                  |     |       |          |
| 13 |                  |     |       |          |
| 14 |                  |     |       |          |
| 15 |                  |     |       |          |
| 16 |                  |     |       |          |
| 17 |                  |     |       |          |
| 18 |                  |     |       |          |
| 19 |                  |     |       |          |
| 20 |                  |     |       |          |
| 21 |                  |     |       |          |
| 22 |                  |     |       |          |
| 23 |                  |     |       |          |
| 24 |                  |     |       |          |
| 25 |                  |     |       |          |
| 26 |                  |     |       |          |
| 27 |                  |     |       |          |
| 28 |                  |     |       |          |

| № | Прізвище та ім’я | Вік | Стать | Примітки |
| - | ---------------- | --- | ----- | -------- |
| 1 |                  |     |       |          |
| 2 |                  |     |       |          |
| 3 |                  |     |       |          |
| 4 |                  |     |       |          |
| 5 |                  |     |       |          |

| № | Прізвище та ім’я | Вік | Стать | Примітки |
| - | ---------------- | --- | ----- | -------- |
| 1 |                  |     |       |          |
| 2 |                  |     |       |          |

| № | Прізвище та ім’я | Вік | Стать | Примітки |
| - | ---------------- | --- | ----- | -------- |
| 1 |                  |     |       |          |

| № | Прізвище та ім’я | Вік | Стать | Примітки |
| - | ---------------- | --- | ----- | -------- |
| 1 |                  |     |       |          |

| № | Прізвище та ім’я | Вік | Стать | Примітки |
| - | ---------------- | --- | ----- | -------- |
| 1 |                  |     |       |          |

| № | Прізвище та ім’я | Вік | Стать | Примітки |
| - | ---------------- | --- | ----- | -------- |
| 1 |                  |     |       |          |

| № | Прізвище та ім’я | Вік | Стать | Примітки |
| - | ---------------- | --- | ----- | -------- |
| 1 |                  |     |       |          |

## Постраждалі
- 2 українців

## Реакція влади
- Президент Туреччини Реджеп Таїп Ердоган засудив теракт в Стамбулі і закликав міжнародну спільноту посилити боротьбу з тероризмом[15].
- Адміністрація прем'єр-міністра Туреччини оголосила одноденну національну жалобу у зв'язку з терактом в аеропорту ім. Ататюрка у Стамбулі[12].

## Реакція міжнародної спільноти

### Реакція України
29 червня 2016 року, президент України Петро Порошенко висловив співчуття постраждалим внаслідок теракту.

### Інші
Генеральний Секретар ООН Пан Гі Мун різко засудив теракт та висловив співчуття родичам загиблих.
Верховний представник ЄС із закордонних справ і політики безпеки Федеріка Могеріні висловила співчуття і підтримку Туреччині у зв'язку з терактом в аеропорту Стамбула від імені ЄС.

## Інші факти
- Напередодні теракту в російських ЗМІ набула популярності тема про «вибачення Туреччини за збитий літак», на що були змушені відреагувати офіційні кола Туреччини, які заявили, що жодних вибачень від Туреччини не було і компенсацію за збитий літак Туреччина платити не збирається[19].
- Кривавий теракт в аеропорту Стамбула стався у розпал Рамадану — священного місяця для мусульман[20].
- У момент, коли терористи атакували аеропорт, там якраз сідав літак із прем'єром Албанії Еді Рамою на борту. Він прибув до Туреччини з офіційним візитом. Прем'єр та особи, що супроводжували його, не постраждали[20].
- Теракт у Туреччині збігся з екстреним самітом ЄС у Брюсселі. Там якраз обговорювали процес виходу зі складу Євросоюзу Британії[20].
- Після теракту соціальні мережі у Туреччині були заблоковані, а також з ночі була заборона висвітлення будь-якої інформації в ЗМІ[14].
- Розвідка Туреччини за 20 днів до вибухів попереджала про можливий теракт ІДІЛ[21][22].
- Двоє з трьох терористів, як виявилось, мали паспорти громадян Росії, видані на імена Ракім Булгаров (рос. Раким Булгаров) та Вадим Османов[23], поліція Туреччини вийшла на слід Османова в теракті по залишеним ним паспортним даним маклеру при зйомі квартири в районі Стамбулу Фатіх. Раніше також вважали, що теракт було зроблено трьома смертниками з громадянством Росії, Узбекистану та Киргизстану[24]